# Pogonieae
De Pogonieae vormen een tribus (geslachtengroep) van de Vanilloideae, een onderfamilie van de orchideeënfamilie (Orchidaceae)
De tribus omvat 1 subtribus en 5 geslachten.
Pogonieae worden gekenmerkt door een slipvormig ingesneden bloemlip. De kelkbladen of petalen en kroonbladen of sepalen zijn roze of zelden wit of rood. De sepalen zijn verlengd en elliptisch tot lancetvormig
Pogonieae zijn orchideeën van tropische streken in Midden- en Zuid-Amerika, Azië en Australië.

## Taxonomie
- Subtribus: Pogoniinae
  - Geslachten:
    - Cleistes
    - Duckeella
    - Isotria
    - Pogonia
    - Pogoniopsis